# Combat de Killala
Rébellion irlandaise
Batailles
- Ballymore-Eustace
- Naas
- Prosperous
- Kilcullen
- Carlow
- Harrow
- Tara Hill
- Oulart Hill
- Enniscorthy
- Newtownmountkennedy
- Three Rocks
- Bunclody
- Tuberneering
- New Ross
- Antrim
- Arklow
- Saintfield
- Ballynahinch
- Duncairn
- Ovidstown
- Foulksmills
- Vinegar Hill
- Ballyellis

- 1er Killala
- Ballina
- Castlebar
- Collooney
- Ballinamuck
- 2e Killala
- Île de Toraigh

Le combat de Killala a eu lieu dans le comté de Mayo lors de la rébellion irlandaise de 1798. Le 22 août 1798, les Français s'emparent de la ville.

## Déroulement
Le 22 août 1798, transporté sur trois frégates, le corps expéditionnaire français débarque dans la baie de Killala. Commandée par le général Jean Joseph Humbert, la troupe française est constituée du 2e bataillon de la 70e demi-brigade, de 45 chasseurs à cheval du 3e régiment et 42 canonniers de côtes, soit au total 1 032 soldats et officiers.
À peine le débarquement effectué, le général Humbert charge l'adjudant-général Jean Sarrazin de s'emparer de la ville de Killala avec un détachement. Selon le précis de l'adjudant-général Fontaine, la place est défendue par 200 hommes. Cependant, selon les sources britanniques, la garnison n'est forte que de 50 hommes, dont 30 de la yeomanry locale commandée par le capitaine Kirkwood et des fencibles du Prince de Galles sous les ordres du lieutenant Still.
Le combat s'engage vers 7 ou 8 heures du soir, les défenseurs ouvrent le feu mais les grenadiers ne répondent pas et chargent immédiatement à la baïonnette. Les Britanniques prennent la fuite. Fontaine rapporte que 27 hommes parviennent à s'enfuir dans les marais, tous les autres étant tués ou faits prisonniers. Ces derniers, au nombre de 26, dont un officier, sont embarqués sur les navires. D'autres choisissent de rallier les Français pour combattre les Anglais. Selon les rapports britanniques, le nombre des prisonniers est de 21, dont les deux officiers de la garnison,.
Deux grenadiers sont blessés, ainsi qu'un officier, touché par deux coups de feu. Les pertes des Britanniques sont de deux morts. Le 23 août, Jean Sarrazin est promu au grade de général de brigade.

## Épilogue
Après leur victoire à la bataille de Ballinamuck, les Britanniques font marche sur la ville. Le 23 septembre 1798, les forces du major-général Trench remportent la bataille de Killala. L'insurrection  est réprimée dans les jours qui suivent. 